# Anders Andersson i Olsbenning
Anders Andersson (i riksdagen kallad Andersson i Olsbenning), född 5 augusti 1859 i Karbennings socken i Västmanlands län, död där 24 juli 1930, var en svensk lantbrukare och politiker.
Han var hemmansägare i Olsbenning i Karbennings socken i Västmanlands län. Andersson var ledamot av riksdagens andra kammare 1897–1899, invald i Västmanlands norra domsagas valkrets. Han tillhörde Lantmannapartiet. Han motionerade om ett återinförande av införseltullen på tack- och barlastjärn samt skrot.